# Йоганнес Цукерторт
Йоганнес Густав Вальтер Цукерторт (нім. Johannes Gustav Walter Zukertort; 29 квітня 1886, Берлін — 7 березня 1969) — німецький офіцер, генерал-лейтенант вермахту. Кавалер Німецького хреста в золоті.

## Біографія
По батькові — єврей. Племінник Йоганна Цукерторта, молодший брат генерал-майора Карла Цукерторта.
1 квітня 1905 року поступив на службу в 1-й саксонський піший артилерійський полк №12 (Мец). З 1 жовтня 1913 року навчався у військовій академії, в серпні 1914 року призначений офіцером 2-го саксонського пішого артилерійського полку №19. Учасник Першої світової війни. В 1916 році переведений в генеральний штаб 58-ї піхотної дивізії. За бойові заслуги відзначений численними нагородами.
Після демобілізації армії продовжив службу в рейхсвері. З 1 жовтня 1919 року — офіцер Генштабу 19-ї бригади (Лейпциг). З 1 жовтня 1920 року — офіцер штабу 4-го артилерійського командування (Магдебург). З 1 жовтня 1922 року — командир батареї 4-го (пруссько-саксонського) артилерійського полку (Дрезден), в 1924 році переведений в штаб 3-го (саксонського) дивізіону свого полку, в 1925 році — в  штаб 1-го (прусського) дивізіону свого полку (Гальберштадт), в 1926 році — командир 1-ї (прусської) батареї свого полку (Гальберштадт). В 1927 році переведений в штаб 3-го дивізіону 6-го (прусського) артилерійського полку (Ганновер). З 1 лютого 1928 року — офіцер штабу комендатури фортеці Кенігсберг. З 1 грудня 1930 року — командир 2-го (саксонського) дивізіону 4-го артилерійського полку (Бауцен). З 1 квітня 1934 року — командир 4-го артилерійського полку (Дрезден). З 1 жовтня 1936 року — командир 4-го артилерійського командування (Дрезден).
З 10 листопада 1938 року — командир 20-го артилерійського командування (Гамбург). З 1 січня 1942 року — командир 306-го вищого артилерійського командування.  З 23 листопада 1942 року — командир 301-го вищого артилерійського командування. 12 січня 1944 року відправлений у резерв фюрера, 30 травня — у відставку. Після Другої світової війни жив у НДР, хоча його сім'я жила у ФРН.

## Звання
- Фенріх (8 березня 1905)
- Лейтенант (15 січня 1905) — патент від 15 липня 1907 року.
- Обер-лейтенант (19 березня 1913)
- Гауптман (17 березня 1915)
- Майор (1 квітня 1927)
- Оберст-лейтенант (1 жовтня 1931)
- Оберст (1 лютого 1934)
- Генерал-майор (1 квітня 1937)
- Генерал-лейтенант (1 лютого 1941)

## Нагороди

### Перша світова війна
- Залізний хрест 2-го і 1-го класу
- Орден Альберта (Саксонія)
  - лицарський хрест 2-го класу (22 листопада 1914)
  - лицарський хрест 1-го класу з мечами
- Орден Заслуг (Саксонія), лицарський хрест 2-го класу з мечами (10 лютого 1915)
- Військовий орден Святого Генріха, лицарський хрест (12 січня 1917)
- Нагрудний знак «За поранення» в чорному

### Міжвоєнний період
- Пам'ятна військова медаль (Угорщина) з мечами
- Медаль за участь у Європейській війні (1915—1918) з мечами (Болгарія)
- Почесний хрест ветерана війни з мечами
- Медаль «За вислугу років у Вермахті» 4-го, 3-го, 2-го і 1-го класу (25 років)
- Медаль «У пам'ять 1 жовтня 1938»

### Друга світова війна
- Застібка до Залізного хреста
  - 2-го класу (28 вересня 1939)
  - 1-го класу (4 жовтня 1939)
- Німецький хрест в золоті (16 січня 1942)
- Медаль «За зимову кампанію на Сході 1941/42»
- Кримський щит
- Орден Заслуг (Угорщина), командорський хрест із зіркою
- Орден Корони Румунії, великий офіцерський хрест з мечами і зіркою
- Орден Зірки Румунії, великий офіцерський хрест з мечами і зіркою